# Ixia curvata
Ixia curvata är en irisväxtart som beskrevs av Gwendoline Joyce Lewis. Ixia curvata ingår i släktet Ixia och familjen irisväxter. Inga underarter finns listade i Catalogue of Life.